# Будапешт
Будапе́шт (угор. Budapest) — місто на Дунаї, столиця Угорщини. 1873 року міста Пешт (угор. Pest — грубка), яке лежало на східному боці річки Дунай, Буда (лат. Buda) і Обуда (угор. Obuda, обидва — на західному боці річки) було об'єднано в одне місто під назвою Будапешт.

## Етимологія
Сучасне місто Будапешт утворено в 1873 шляхом адміністративного об'єднання міст Буда (Buda) і Пешт (Pest), розташованих на протилежних берегах Дунаю. Причому спочатку місто називали «Пешт-Буда»[джерело?].
Зазначені ойконіми слов'янського походження і пов'язані з приходом угорців на Дунай в IX столітті. Етимологія: буда — «будинок, будова, селище» (але можливий і варіант «вода») і пішт — «пекти», в значенні «вогнище, житло»[джерело?].

## Історія

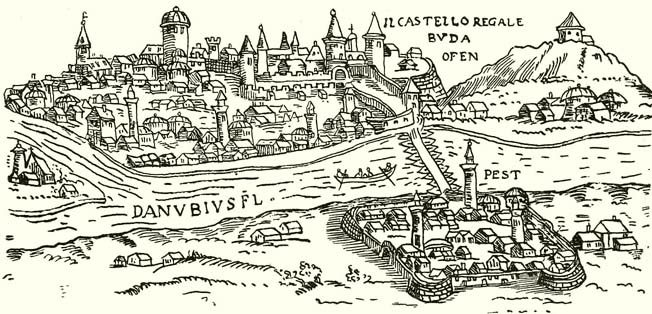
Буда та Пешт, XVI сторіччя.

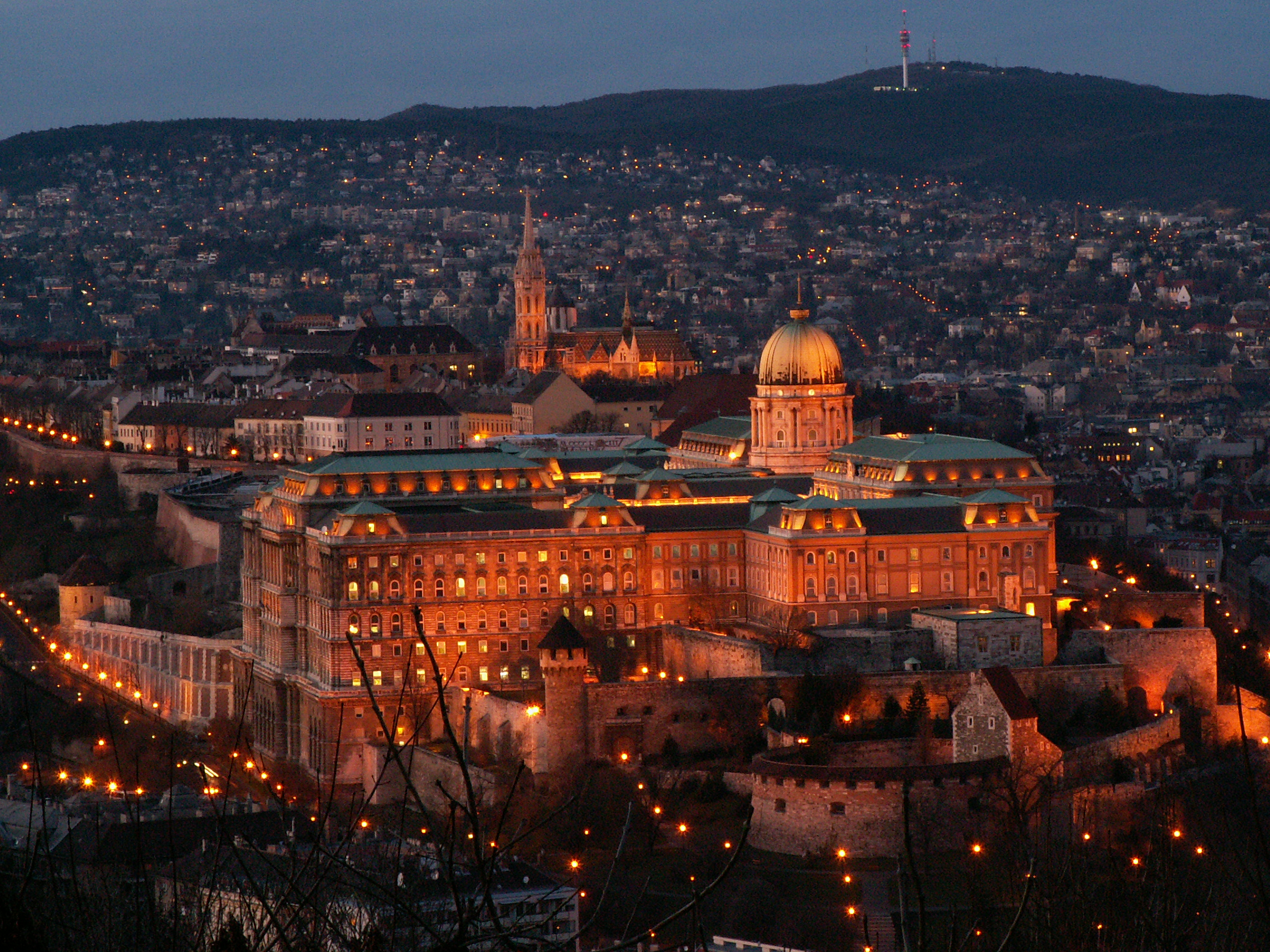
Будайська фортеця вночі

У I столітті до н. е. на місці Будапешта існувало кельтське поселення Ак-Інк, яке було торговим і ремісничим центром. Після приходу римлян у 89 році н. е. територія була включена в римську провінцію Паннонія. В 106 Ак-Інк перейменували в Аквінкум і зробили адміністративним центром. У місті розміщався римський гарнізон і налічувалося близько 20 тис. мешканців. Досі зберігся археологічний парк: руїни громадських будівель, приватні будинки й акведук. До IV століття Аквінкум був столицею провінції Нижня Паннонія. У місті стояв римський легіон Legio II Adiutrix.
До 450 року римляни були витиснуті остготами і гунами, і Паннонія стала центром гунської імперії.
Сучасний Пешт називався Contra Aquincum (Проти Аквінкума) і був невеликим населеним пунктом. Слово «Пешт» або «Пешта» походить із булгарської (тюркської) мови. Місто було засноване за часів хана Крума (796—814). Потім на місці сучасного Будапешта проживали слов'янські племена та авари.
Приблизно в 895 році на Дунай прийшли угорські племена (мадяри), Аквінкум був перейменований у Буду (пізніше в Обуду — Стару Буду) і став першим політичним центром Угорщини. Сторіччям пізніше була проголошена Угорська держава.
В XII столітті виникли поселення на лівому березі Дунаю — Пешті. У місті з'явилися переселенці з Німеччини і Франції.
У результаті монгольської навали в 1241 Буда й Пешт були розорені. Після цього в 1247 році король Бела IV на Кріпосній горі вибудував укріплений королівський замок — Буду. В 1361 Буда була проголошена столицею Угорського королівства.
В 1473 році в місті була надрукована перша угорська книга.
В 1541 році Буда й Пешт були окуповані османами. Почався занепад міста й зменшення його населення. У Буді перебувала резиденція османського паші, місто було столицею вілаєта. Лише у 1686 Будайську фортецю вдалося взяти штурмом після майже 40 днів облоги. Місто було звільнено австрійськими військами під керівництвом Євгенія Савойського з-під влади Османської імперії і приєднано до володінь Габсбургів.
У XVIII столітті почався бурхливий розвиток Пешта як торговельного центру. До 1800 населення Пешта перевищувало населення Буди і Обуди, разом узятих. У наступному столітті населення Пешту зросло у 20 разів і становило 600 тис. осіб, тоді як населення Буди й Обуди зросло лише в 5 разів. Об'єднання трьох міст вперше було зроблене в час революції 1848—1849 рр. Проте реставрація Габсбургів після поразки революції знов спричинила розділення. Остаточне об'єднання трьох міст в одне під назвою Будапешт сталося 17 листопада 1873 після утворення окремого угорського королівського уряду (Австро-Угорський компроміс). Місто почало бурхливо розвиватися. У 1896 році в Будапешті пройшло широкомасштабне святкування 1000-річчя отримання угорцями Батьківщини. У 1900 населення об'єднаного міста становило 730 тис. мешканців.

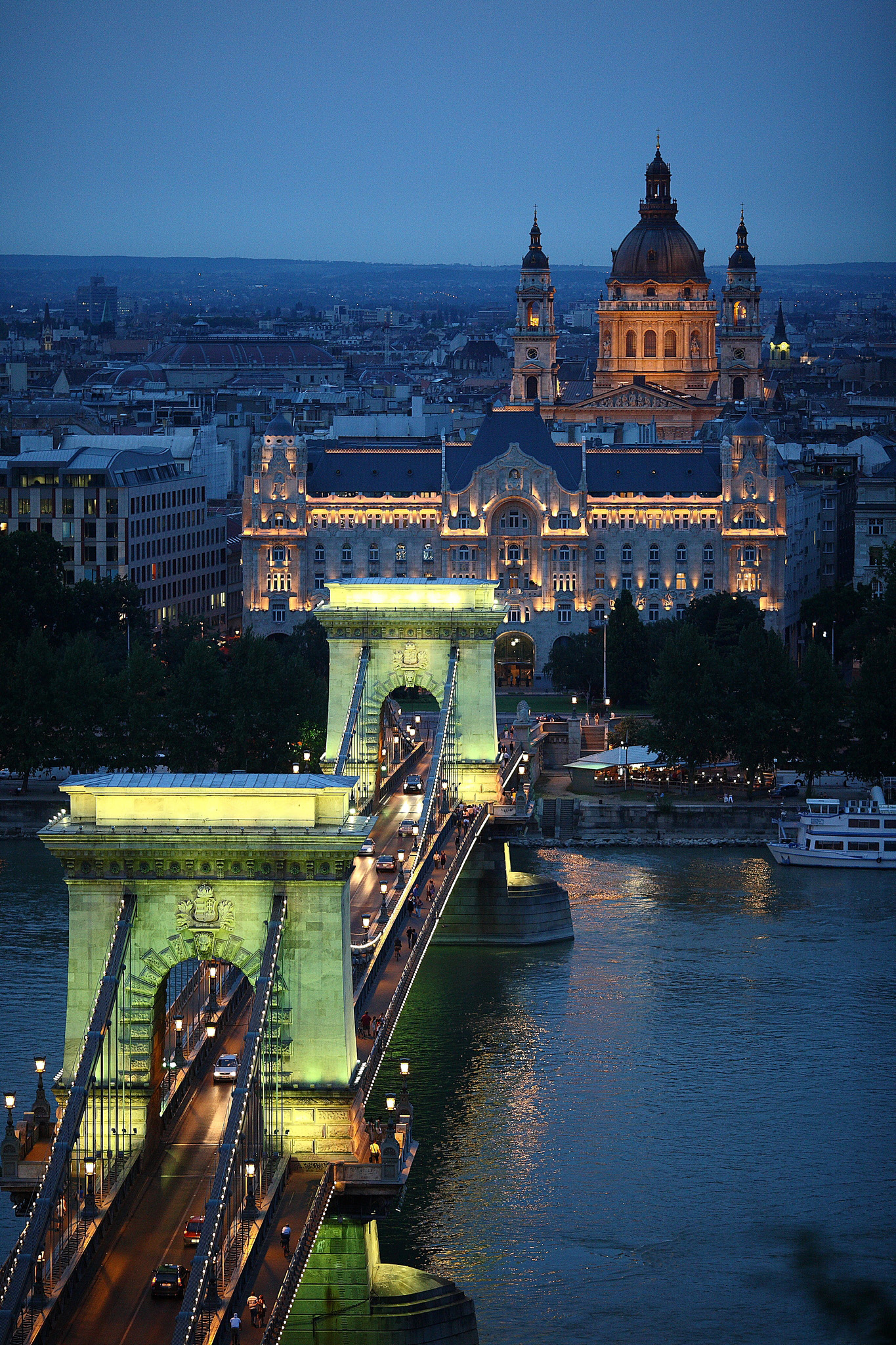
Ланцюговий міст Сечені через Дунай, позаду Базиліка св. Іштвана

У середині XIX століття почали розвиватися угорські залізниці. Від Буди і Пешта лінії розходилися по всіх напрямах — до Північної Європи, Відня, на Балкани і Карпати.
У 1873 вулиці міста стали освітлювати електричними ліхтарями, в 1887 в місті з'явилися трамваї, в 1885 — міський телефон, а в 1896 — перше метро на європейському континенті.

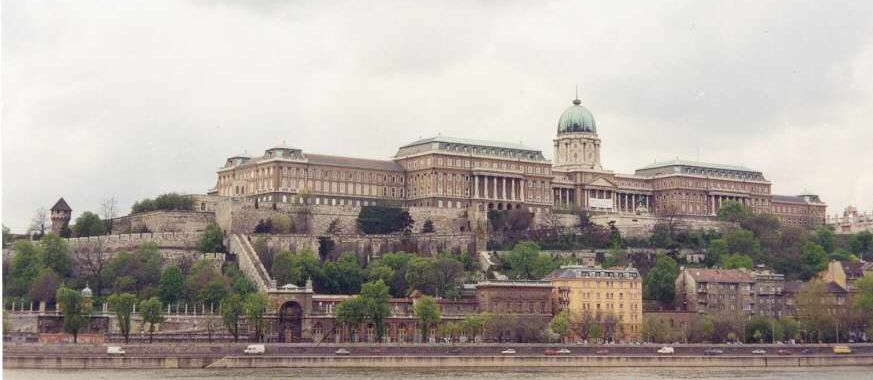
Будапешт, палац

У 1918 країна була проголошена республікою, в 1919 — Радянською Республікою. Потім до влади в Угорщині прийшов адмірал Міклош Горті, оголошений регентом. На початку XX століття основний приріст населення відбувався в передмістях, як-от Уйпешт і Кишпешт. До 1930 року населення міста становило близько 1 млн осіб, а населення передмість — близько 400 тис. Після усунення Горті від влади, у березні 1944 Будапешт був окупований німецькими військами. Пізніше місто обложила Червона армія, облога продовжувалася 102 дні, центральні райони міста в ході боїв перетворилися на руїни. 13 лютого 1945 Будапешт був узятий штурмом, були знищені всі мости і чверть всіх будівель. Близько 38 000 осіб загинуло в цій битві. Велика частина єврейського населення Будапешта (250 тис. чол. до окупації) була знищена в час Голокосту. У післявоєнний час, 1 січня 1950 територію міста істотно розширено. Був утворений Великий Будапешт. Відновлення міста продовжувалося в 1950—1960 рр. Під час повстання в жовтні 1956 до Угорщини введено радянські війська, що залишалися там до падіння комуністичного режиму.

## Клімат
Клімат міста помірно континентальний.
Найтепліший місяць — липень із середньою температурою 20,6 °C (69 °F). Найхолодніший місяць — січень, із середньою температурою –0,6 °С (31 °F).
| Клімат Будапешта        | Клімат Будапешта | Клімат Будапешта | Клімат Будапешта | Клімат Будапешта | Клімат Будапешта | Клімат Будапешта | Клімат Будапешта | Клімат Будапешта | Клімат Будапешта | Клімат Будапешта | Клімат Будапешта | Клімат Будапешта | Клімат Будапешта |
| Показник                | Січ.             | Лют.             | Бер.             | Квіт.            | Трав.            | Черв.            | Лип.             | Серп.            | Вер.             | Жовт.            | Лист.            | Груд.            | Рік              |
| Абсолютний максимум, °C | 12               | 18               | 25               | 27               | 32               | 33               | 36               | 37               | 32               | 26               | 18               | 18               | 37               |
| Середній максимум, °C   | 2                | 4                | 10               | 15               | 21               | 23               | 26               | 26               | 21               | 15               | 7                | 3                | 15               |
| Середня температура, °C | 0                | 1                | 6                | 10               | 15               | 18               | 20               | 20               | 16               | 10               | 3                | 1                | 10               |
| Середній мінімум, °C    | −3               | −2               | 1                | 5                | 10               | 13               | 15               | 15               | 11               | 6                | 1                | −2               | 5                |
| Абсолютний мінімум, °C  | −25              | −23              | −16              | −5               | 1                | 3                | 3                | 6                | 0                | −7               | −13              | −18              | −25              |
| Норма опадів, мм        | 40               | 30               | 40               | 40               | 70               | 60               | 40               | 70               | 70               | 60               | 60               | 40               | 620              |
| ----------------------- | ---------------- | ---------------- | ---------------- | ---------------- | ---------------- | ---------------- | ---------------- | ---------------- | ---------------- | ---------------- | ---------------- | ---------------- | ---------------- |
| Джерело: Weatherbase    |                  |                  |                  |                  |                  |                  |                  |                  |                  |                  |                  |                  |                  |

## Демографія

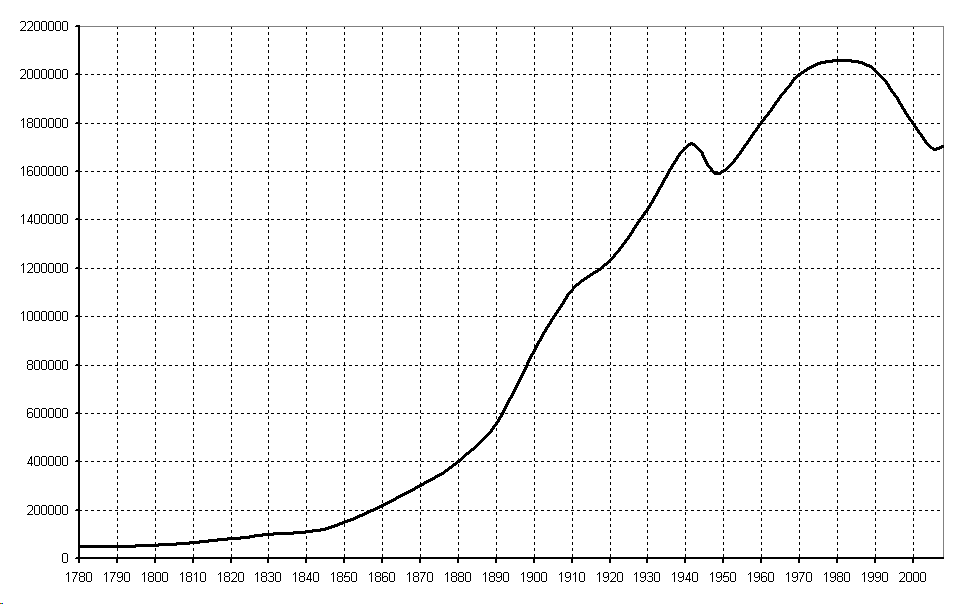
Населення Будапешта

Історична динаміка населення, мовний склад:
| Рік  | Угорці | Німці  | Словаки | Інші   |
| ---- | ------ | ------ | ------- | ------ |
| 1715 | 19,4 % | 55,6 % | 2,2 %   | 22,8 % |
| 1737 | 22,5 % | 57,8 % | 5,6 %   | 14,1 % |
| 1750 | 22,2 % | 55,2 % | 6,5 %   | 16,1 % |
| 1851 | 36,6 % | 56,4 % | 6,0 %   | 2,0 %  |

| Рік  | Угорці    | %    | Німці   | %    | Словаки | %   | Інші   | %   | Всього    |
| ---- | --------- | ---- | ------- | ---- | ------- | --- | ------ | --- | --------- |
| 1880 | 227 894   | 56,7 | 138 423 | 34,3 | 25 637  | 6,4 | 10 752 | 2,6 | 402 706   |
| 1890 | 346 239   | 61,8 | 141 514 | 25,3 | 32 500  | 5,8 | 39 826 | 7,1 | 560 079   |
| 1900 | 670 444   | 77,8 | 132 988 | 15,4 | 31 094  | 3,6 | 26 908 | 3,2 | 861 434   |
| 1910 | 954 366   | 85,9 | 102 184 | 9,2  | 25 052  | 2,3 | 28 851 | 2,6 | 1 110 453 |
| 1920 | 1 107 279 | 89,9 | 86 853  | 7,0  | 17 560  | 1,4 | 20 334 | 1,7 | 1 232 026 |
| 1930 | 1 355 129 | 93,9 | 62 613  | 4,3  | 10 647  | 0,7 | 14 480 | 1,0 | 1 442 869 |
| 1941 | 1 654 202 | 96,6 | 42 432  | 2,5  | 4 762   | 0,3 | 11 395 | 0,6 | 1 712 791 |
| 1949 | 1 576 551 | 99,1 | 3 106   | 0,2  | 1 882   | 0,1 | 8 777  | 0,6 | 1 590 316 |
| 1960 | 1 787 692 | 99,1 | 4 773   | 0,3  | 1 688   | 0,1 | 10 543 | 0,5 | 1 804 606 |
| 1970 | 1 923 789 | 98,9 | 4 911   | 0,3  | 1 459   | 0,1 | 14 924 | 0,7 | 1 945 083 |
| 1980 | 2 043 204 | 99,2 | 2 924   | 0,1  | 1 054   | 0,1 | 12 165 | 0,6 | 2 059 347 |
| 1990 | 1 997 611 | 99,0 | 2887    | 0,1  | 934     | 0,1 | 15 342 | 0,8 | 2 016 774 |

Сучасна динаміка населення, етнічний склад:
| Рік  | Угорці    | %    | Цигани | %   | Інші    | %    | Всього    |
| ---- | --------- | ---- | ------ | --- | ------- | ---- | --------- |
| 2001 | 1 631 043 | 91,7 | 14 019 | 0,8 | 132 859 | 7,5  | 1 777 921 |
| 2011 | 1 429 697 | 82,7 | 20 151 | 1,2 | 279 192 | 16,1 | 1 729 040 |
| 2021 |           |      |        |     |         |      | 1 723 836 |

## Транспорт

### Повітряний транспорт
Будапештський міжнародний аеропорт Феріхедь має 3 пасажирських термінали. Аеропорт розташований на схід від XVIII району. Аеропорт був відкритий 7 травня 1950 року. Спочатку довжина злітної смуги становила 2500 м, а в 1961 була збільшена до 3010 м. У 1985 був відкритий новий термінал і побудована друга злітна смуга завдовжки 3706 м.

### Автотранспорт
До Будапешта ведуть основні автомагістралі Угорщини. З чотирьох автострад і чотирьох автодоріг (окрім восьмої) сім починаються в Будапешті. Дорожні знаки збігаються з дорожніми знаками у всіх інших країнах ЄС. Міжміські автобуси прибувають на автовокзал «Неплігет», до моста Арпада і на площу Етеле в Буде. Між 1990 і 1994 роками були перейменовано міські вулиці, їм були повернені імена, що існували з кінця XIX століття. В період комуністичного режиму багато вулиць мали ідеологізовані назви.

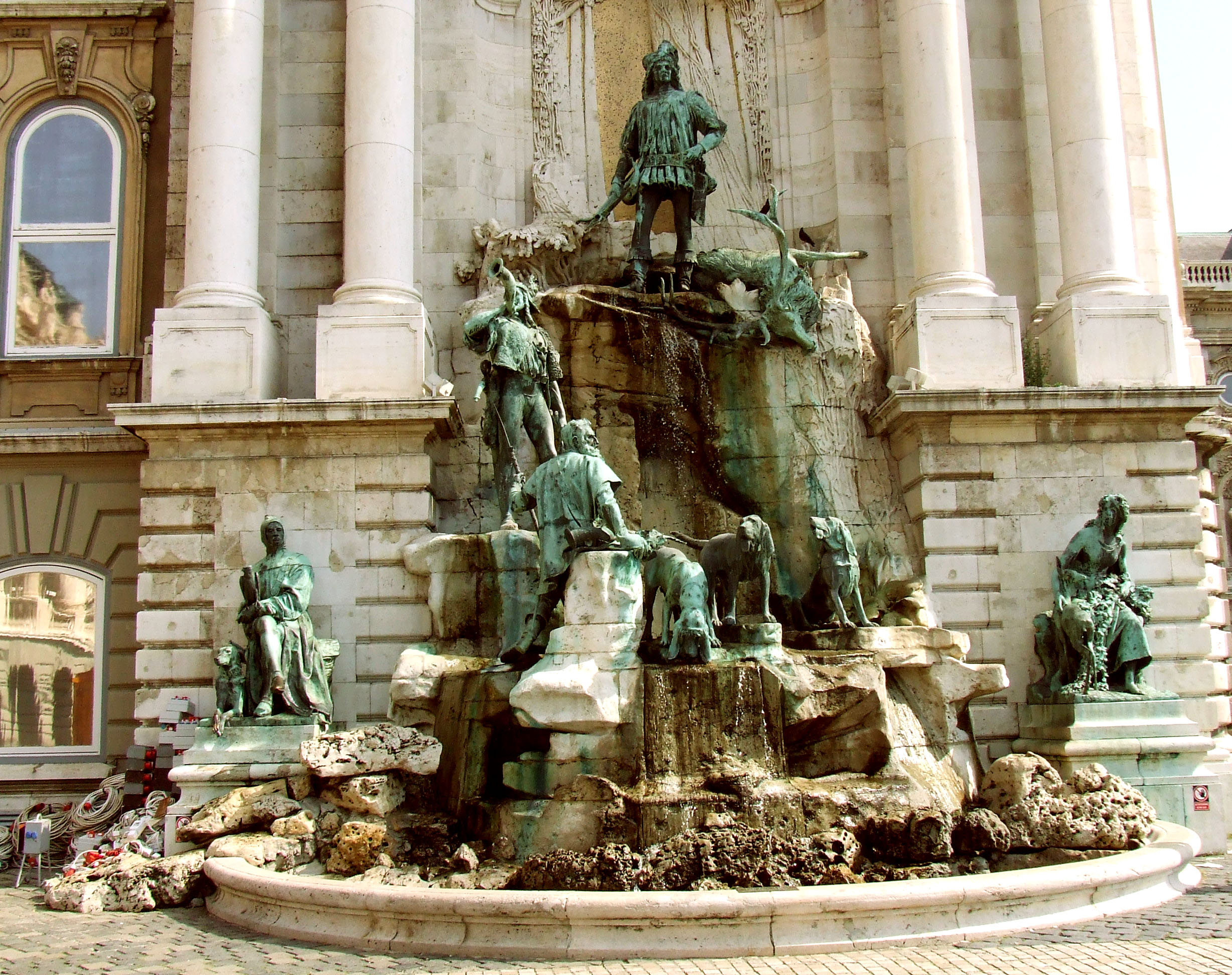
Статуя Матвія Корвіна на замковому подвір'ї

### Залізниця
Залізничні перевезення здійснюються переважно Угорськими державними залізницями (MÁV). У Будапешті розташовані три залізничні вокзали: Східний вокзал «Келеті», Західний вокзал «Ньюгаті» та Південний вокзал «Делі». Будівля вокзалу «Ньюгаті» збудована за проектом Густава Ейфеля. Будапешт виступав однією із головних станцій Східного експресу. Крім того, існують поїзди приміського сполучення HÉV.
У Будапешті розташована також дитяча залізниця, збудована у 1948 році.

### Водний транспорт
Через Будапешт протікає Дунай одна з основних водних артерій Європи. Рікою здійснюється навігація. На острові Чепель розташований торговий порт.
BKK надає громадський транспорт з використанням водного сполучення у межах міста. Поромне сполучення за маршрутом D14 з'єднує Кіройєреде (Királyerdő) на острові Чепель (Csepel) з островом Молнар (Molnár).

## Райони міста
- Район I — це невелика частина центральної Буди (західна), включаючи Будайську фортецю.
- Район II — також частина Буди (північний схід)
- Район III — тягнеться уздовж північної частини Буди
- Район IV — знаходиться в Пешті (східна і північна частини)
- Район V — знаходиться в самому центрі Пешту
- Райони VI, VII, VIII і IX — розташовані на сході і півдні
- Район X — розташований ще східніше, також в Пешті.
- Райони XI і XII — розташовані в Буді, на північ (Площа Моріца Жиґмонда)
- Райони XIII, XIV, XV, XVI, XVII, XVIII, XIX і XX (в основному, зовнішні частини міста) — утворюють півколо в південній частині Будапешта
- Район XXI — тягнеться у напрямку Дунаю (північний край острова Чепель) в південну сторону
- Район XXII — знаходиться на південному заході Буди
- Район XXIII — це південна околиця Пешту

## Культура

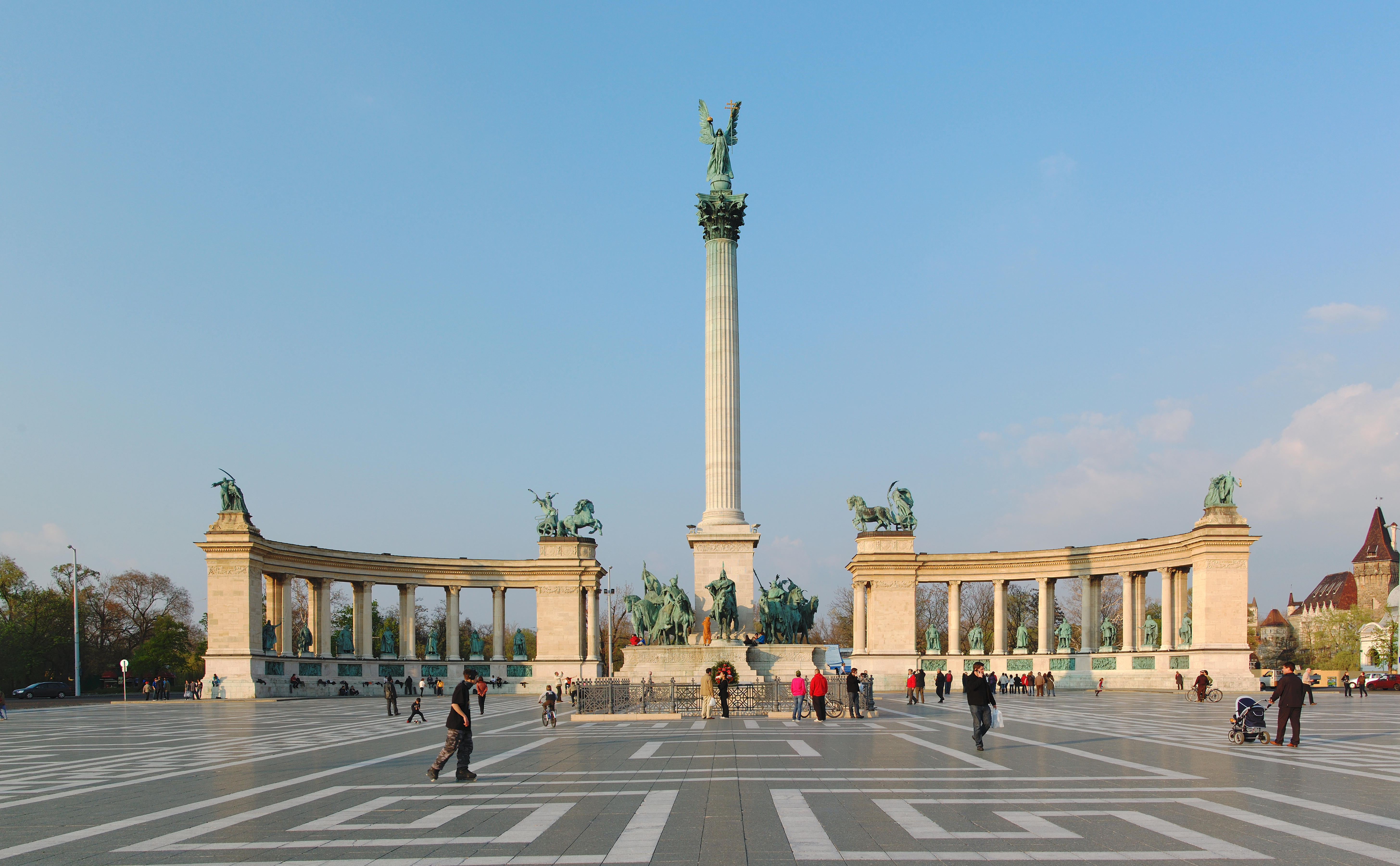
Площа Героїв

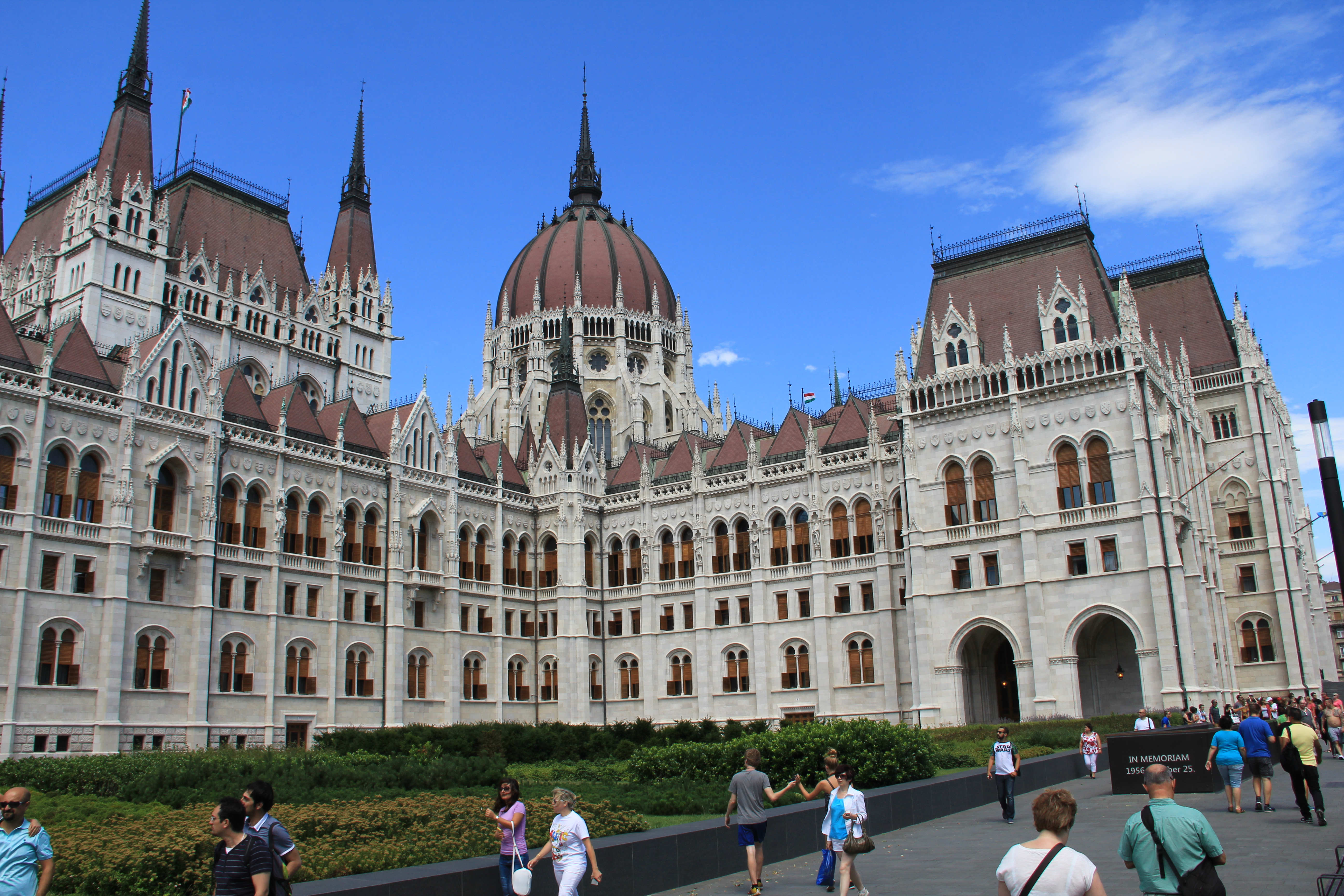
Будапештський парламент

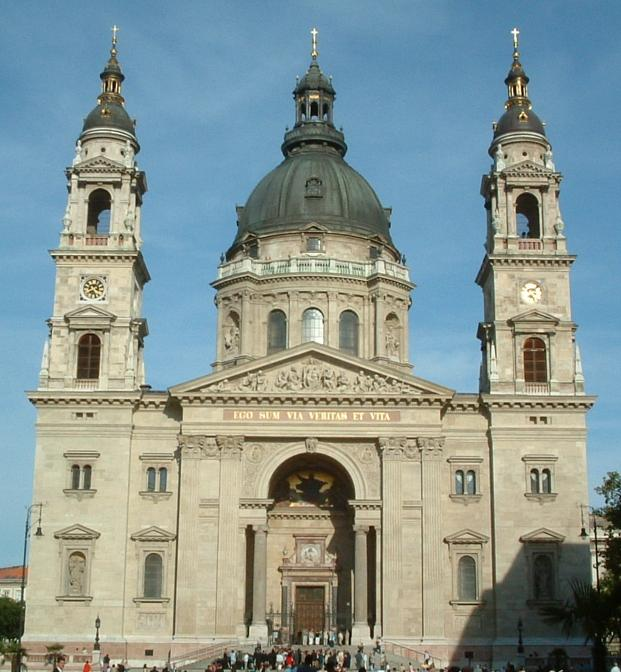
Базиліка св. Іштвана

Будапешт — головний культурний осередок Угорщини, тут розміщені головні національні театри, музеї, мистецькі заклади освіти, інші культурні заклади тощо.
1884 року за проектом Міклоша Іблі було зведено будівлю Будапештської опери. 1896 року у Будапешті було засновано центральний музей Угорщини — Музей образотворчих мистецтв. У 1802 році було засновано Національну бібліотеку імені Ференца Сечені.
У Королівському палаці, побудованому у XIV ст., працює декілька музеїв. Найпопулярніший із них — Національна галерея. Тут зібрано здобутки найвідоміших угорських художників і скульпторів ХІХ—ХХ ст.
У центрі площі Героїв розташований пам'ятник Тисячоріччю Угорщини. Його побудували в 1896 р. до свята, але на початку ХХІ ст. змінили деякі його скульптури. Центр ансамблю становить 36-метрова колона з крилатим генієм на вершині та статуї вождів семи угорських племен, серед них і Арпада, вождя угорців, що прийшли у 896 р. на територію нинішньої Угорщини. По обидва боки колони — напівкругла колонада з бронзовими статуями видатних діячів угорської історії.
Усі статуї комуністичного періоду на початку 1990-х було перенесено до музею Мементо.

## Туризм
Однією з основних проблем туризму в Будапешті є надмірний туризм. Його економічними наслідками є підвищення цін на житло, товари та послуги в регіонах призначення, що сприяє витісненню домогосподарств з низьким рівнем доходу, а також короткострокова оренда, яка зменшує житловий фонд для довгострокової оренди.
Соціальні та культурні проблеми, пов’язані з надмірним туризмом, включають депопуляцію, конфлікт між жителями та туристами, відсутність безпеки, зниження якості життя та руйнування місцевої культури. Із збільшенням туристизації міських центрів умови життя змінюються та стають менш придатними для мешканців, що призводить до депопуляції.
Надмірна кількість туристів на одного жителя знижує якість життя мешканців. Молоді мандрівники можуть бути змушені шукати нових вражень, що спричиняє серйозне погіршення відчуття безпеки через їхню  поведінку, вживання алкоголю/наркотиків, участь у проституції та азартних іграх, що применшує моральні цінності та культурні традиції. Крім того, попри те, що туристи можуть ставитися до культурних цінностей з повагою, надмірна кількість відвідувачів може загрожувати фізичному стану історичних та археологічних пам’яток через їх зношування, а також недостатнє регулювання та погане управління.
З точки зору негативного впливу на навколишнє середовище, надмірний туризм в Будапешті різко збільшує забруднення води, землі, повітря, шумове та естетичне забруднення, а також пов’язаний з проблемами твердих відходів, сміття та очищення стічних вод, деградацією інфраструктури, виснаженням природних ресурсів, втратою біорізноманіття та зміною клімату . 

## Відомі люди
- Корані Шандор (1866—1944) — угорський терапевт, член Угорської АН
- Гаррі Гудіні (1874—1926) — американський фокусник, ілюзіоніст, знаменитий «ескейпіст»
- Майкл Кертіс (1886—1962) — угорсько-американський кінорежисер
- Пауль Циннер (1890—1972) — австрійський і британський режисер і продюсер єврейського походження
- Пол Лукас (1895—1971) — угорський та американський актор кіно
- Лео Сілард (1898—1964) — американський фізик
- Френсіс Едвард Фараго (1898—1966) — американський сценарист
- Чарльз Відор (1900—1959) — американський кінорежисер угорського походження
- Жозеф Косма (1905—1969) — французький композитор угорського походження, єврей за національністю.
- Александр Тронер (1906—1993) — французький художник кіно угорського походження
- Міклош Рожа (1907—1995) — угорсько-американський композитор, відомий як академічними творами, так і кіномузикою.
- Іштван Еркень (1912—1979) — угорський прозаїк і драматург
- Амріта Шер-Гіл (1913—1941) — індійська художниця
- Шандор Вереш (1913—1989) — угорський письменник і перекладач
- Габор Погань (1915—1999) — італійський кінооператор угорського походження
- Жа Жа Габор (1917—2016) — американська актриса
- Бойтар Анна (* 1940) — угорська перекладачка
- Бойтар Ендре (* 1940) — угорський літературознавець і перекладач
- Гізелла Варга-Сінаї (* 1944) — угорсько-іранська художниця
- Іштван Шандорфі (1948—2007) — угорський художник-гіперреаліст
- Ніколаєнко Олександра Вікторівна (* 1981) — українська топ-модель, телеведуча та акторка.

## Міста-побратими
| - Берлін, Німеччина (1992) - Форт Ворт, США (1990) - Франкфурт, Німеччина (1990) - Кошиці, Словаччина - Лісабон, Португалія (1992) - Нью-Йорк, США (1991) - Львів, Україна (1993) | - Сараїв, Боснія (1995) - Тель-Авів, Ізраїль (1989) - Відень, Австрія (1990) - Вільнюс, Литва - Загріб, Хорватія (1994) - Дублін, Ірландія (2006) - Істанбул, Туреччина |

## Галерея

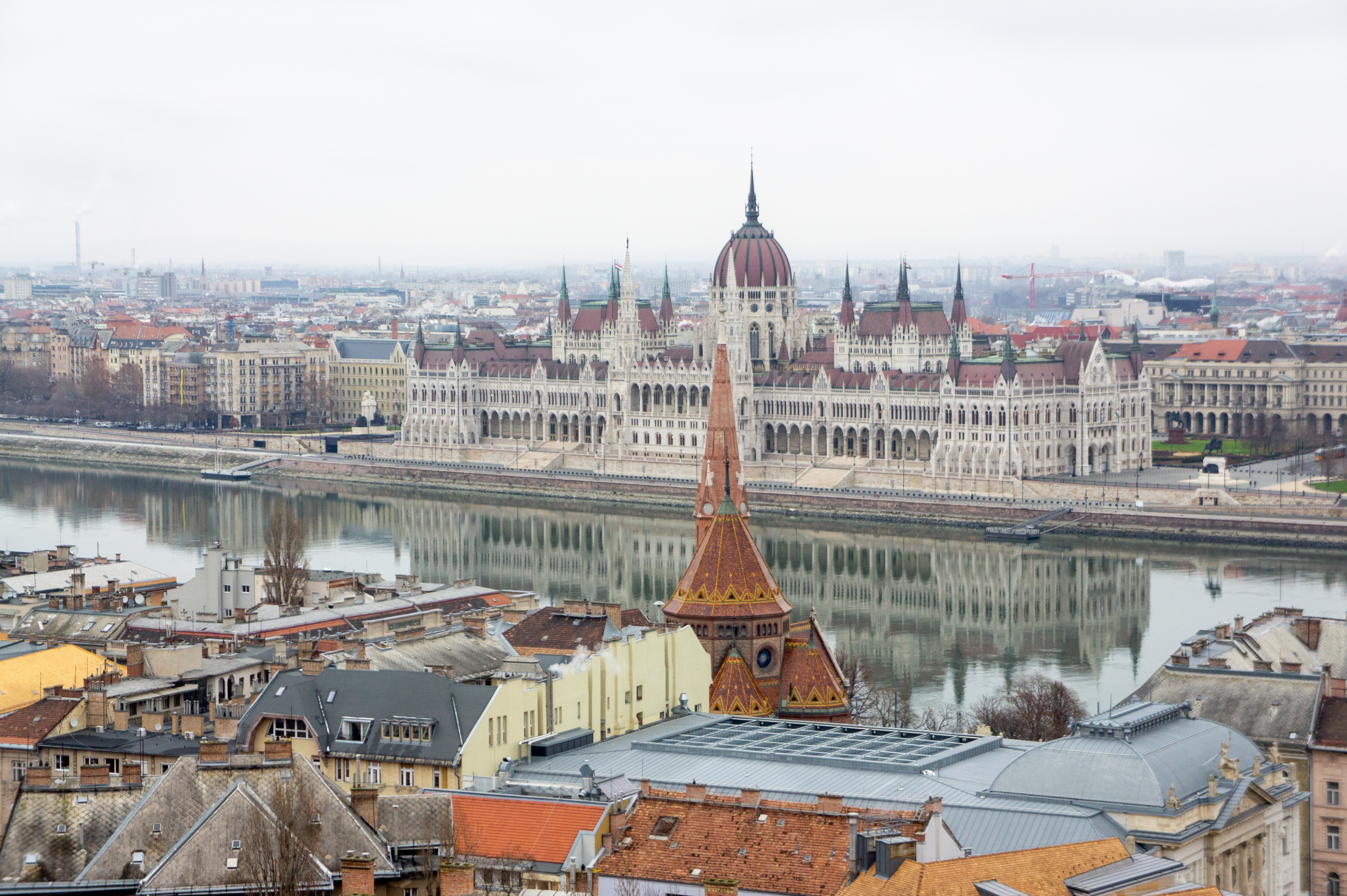
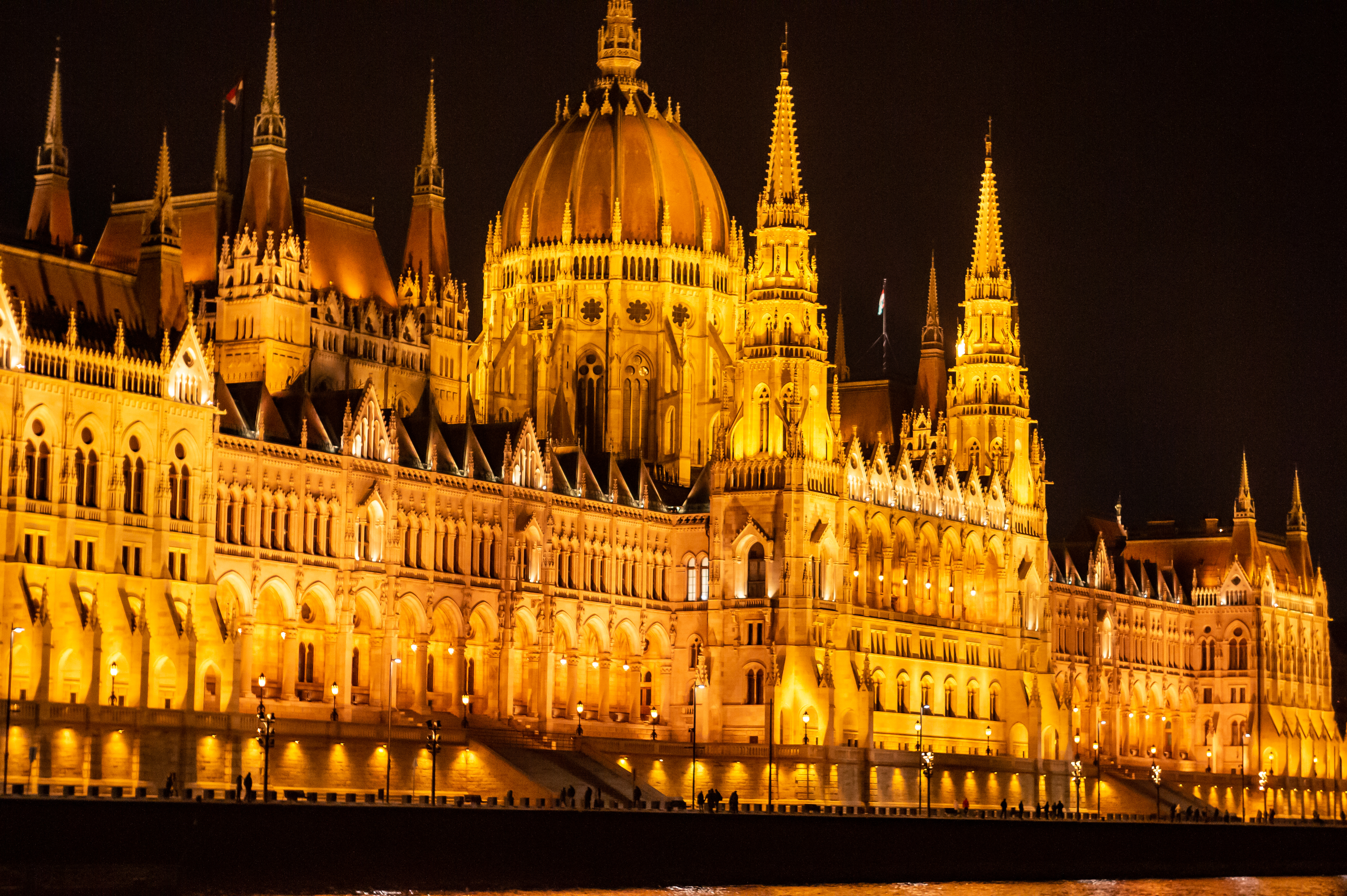
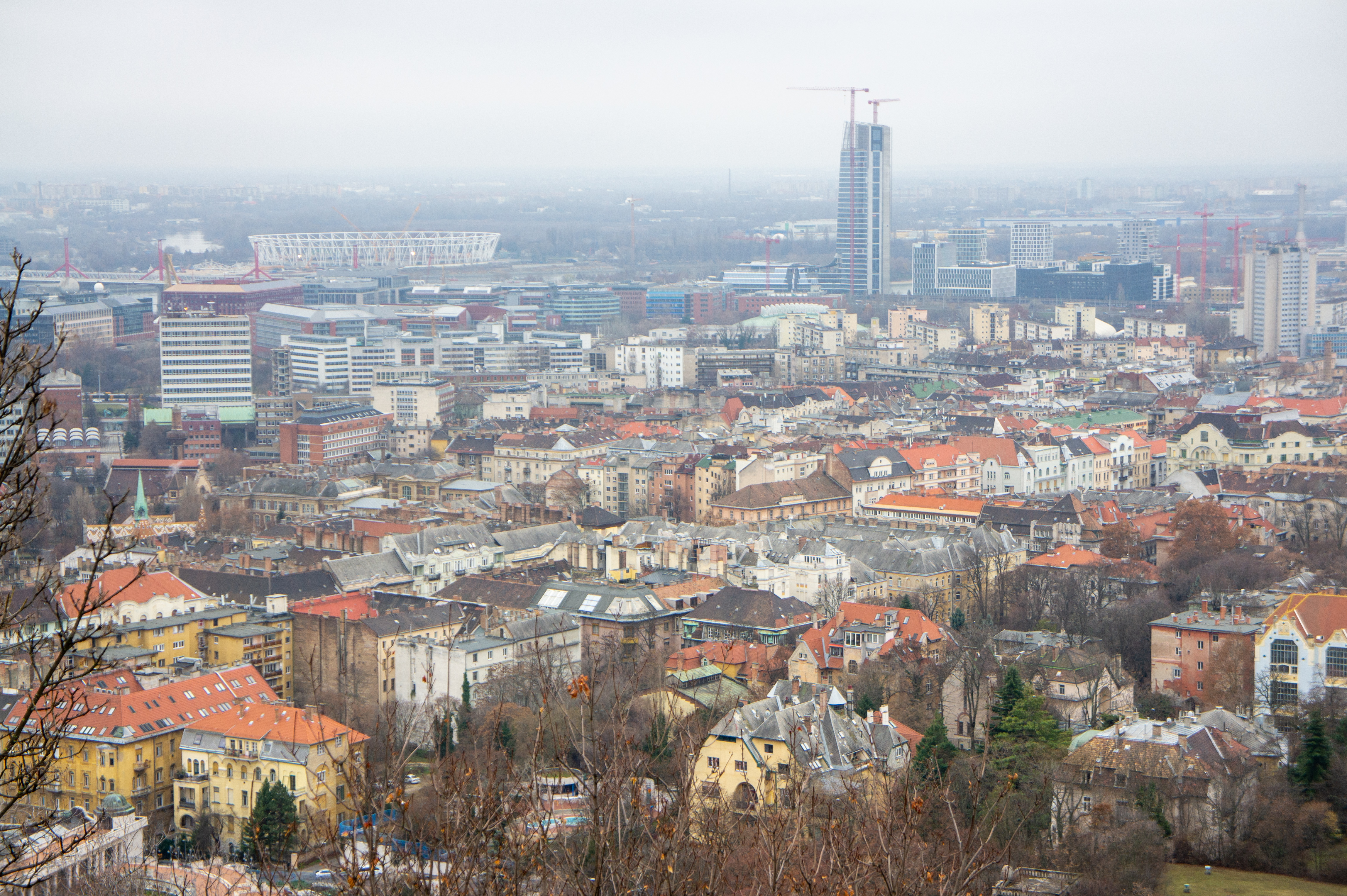
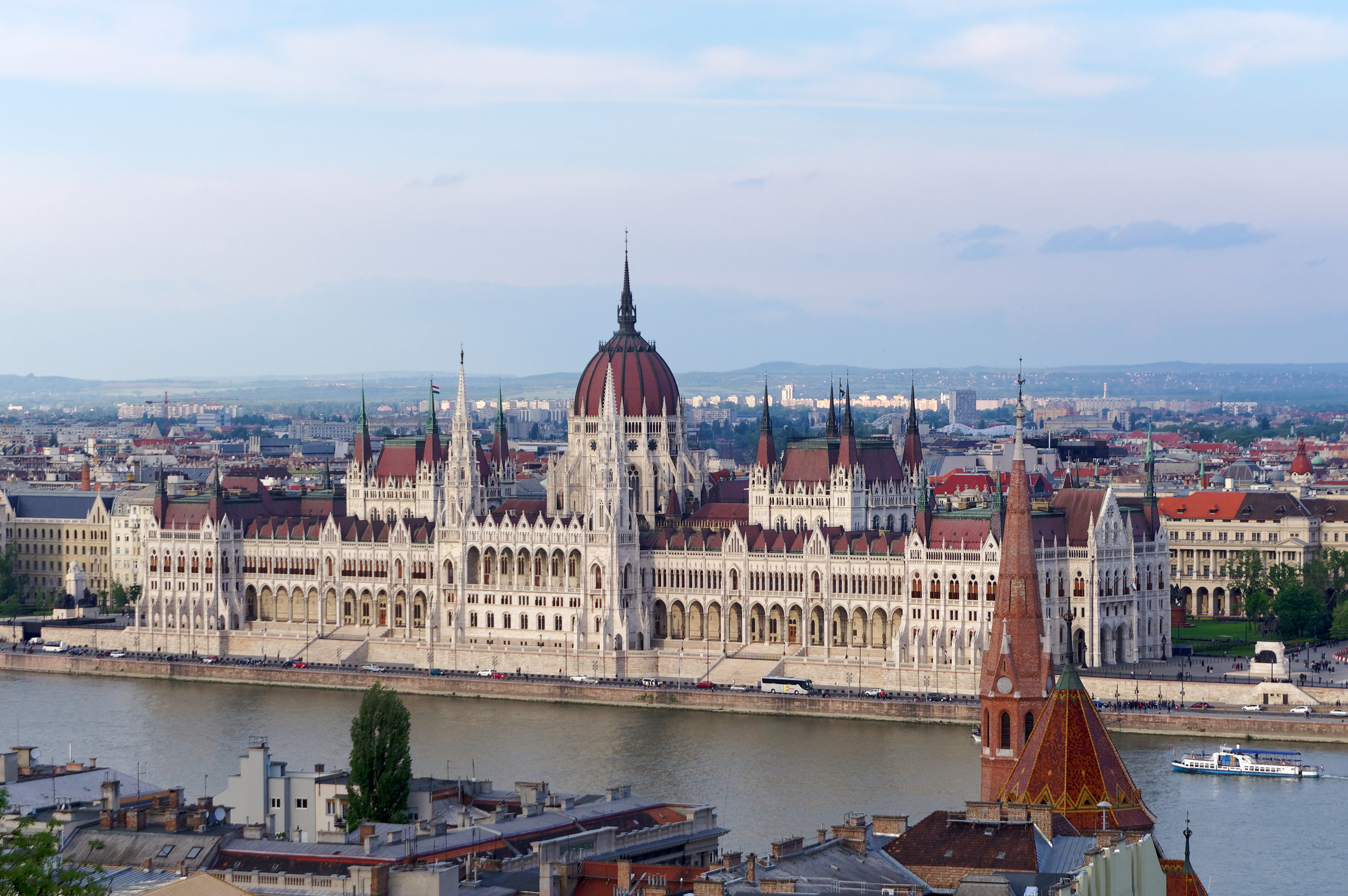
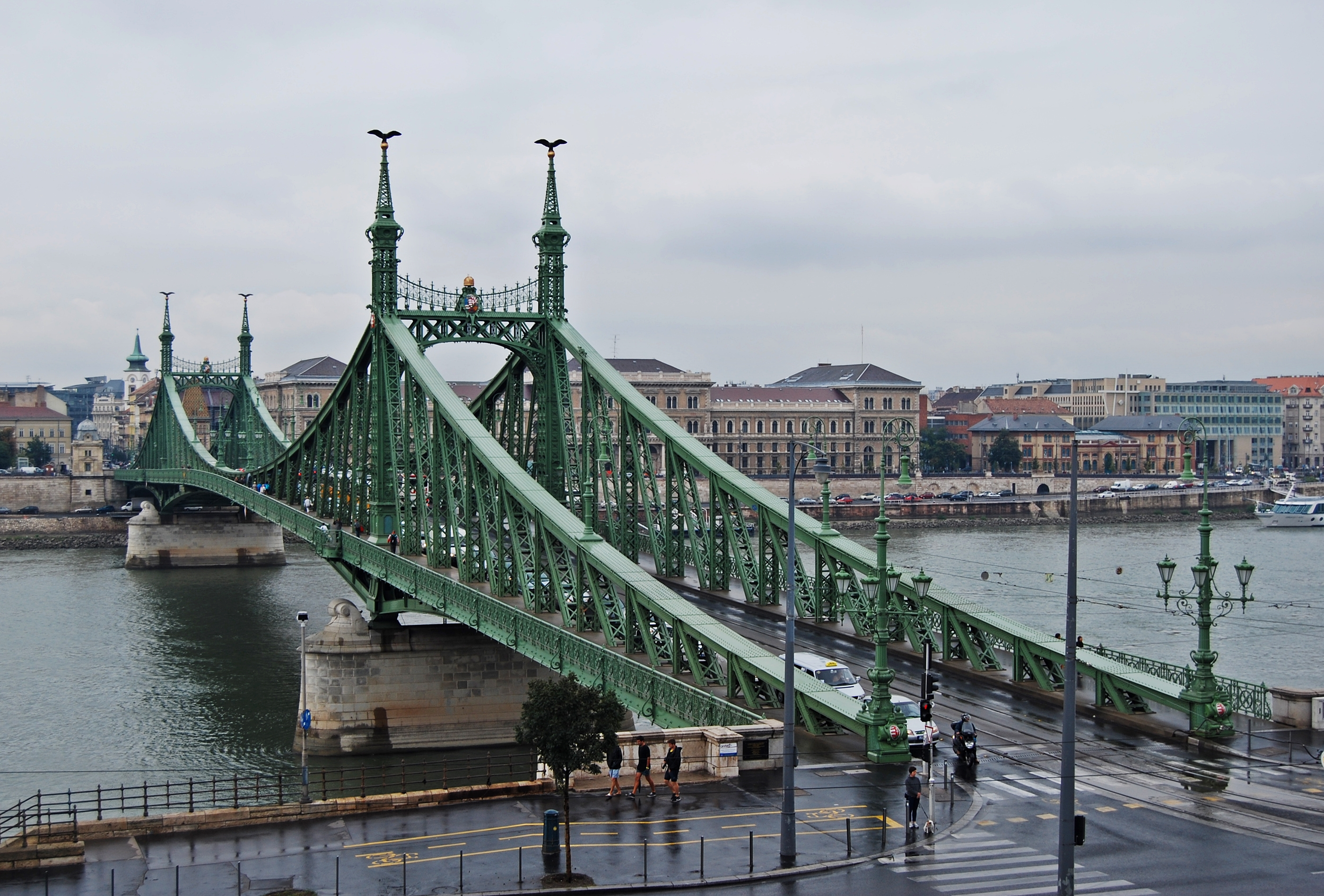
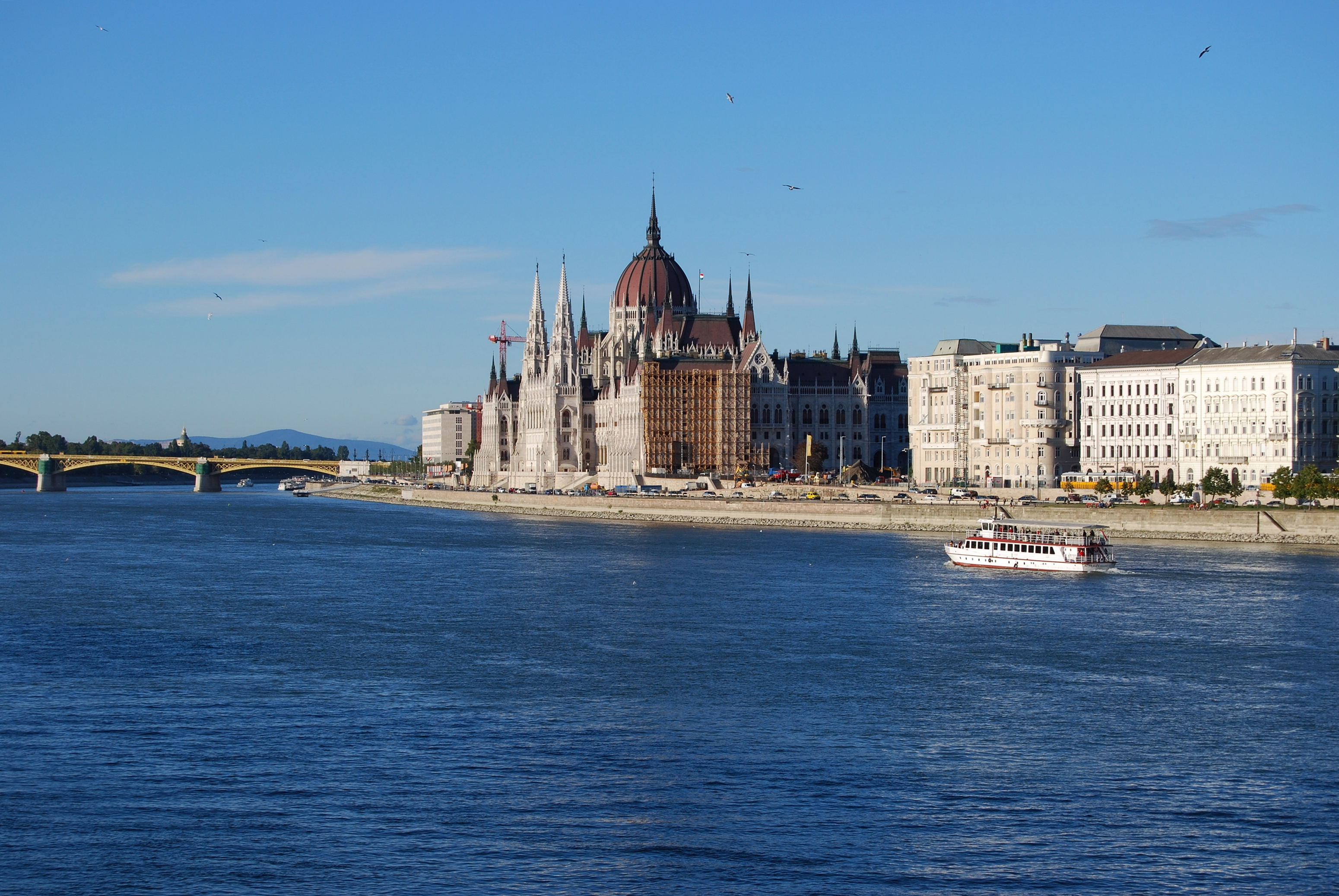
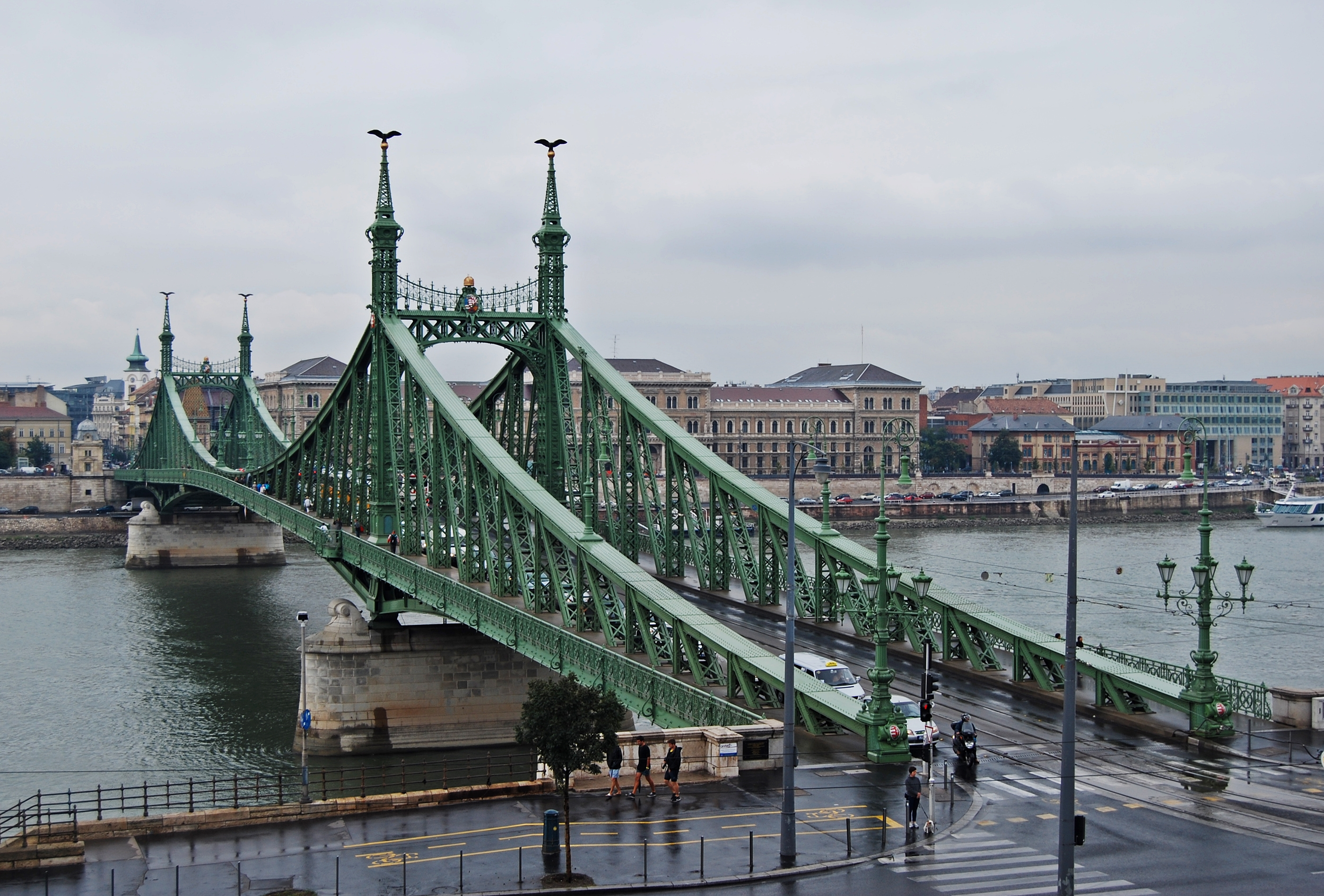
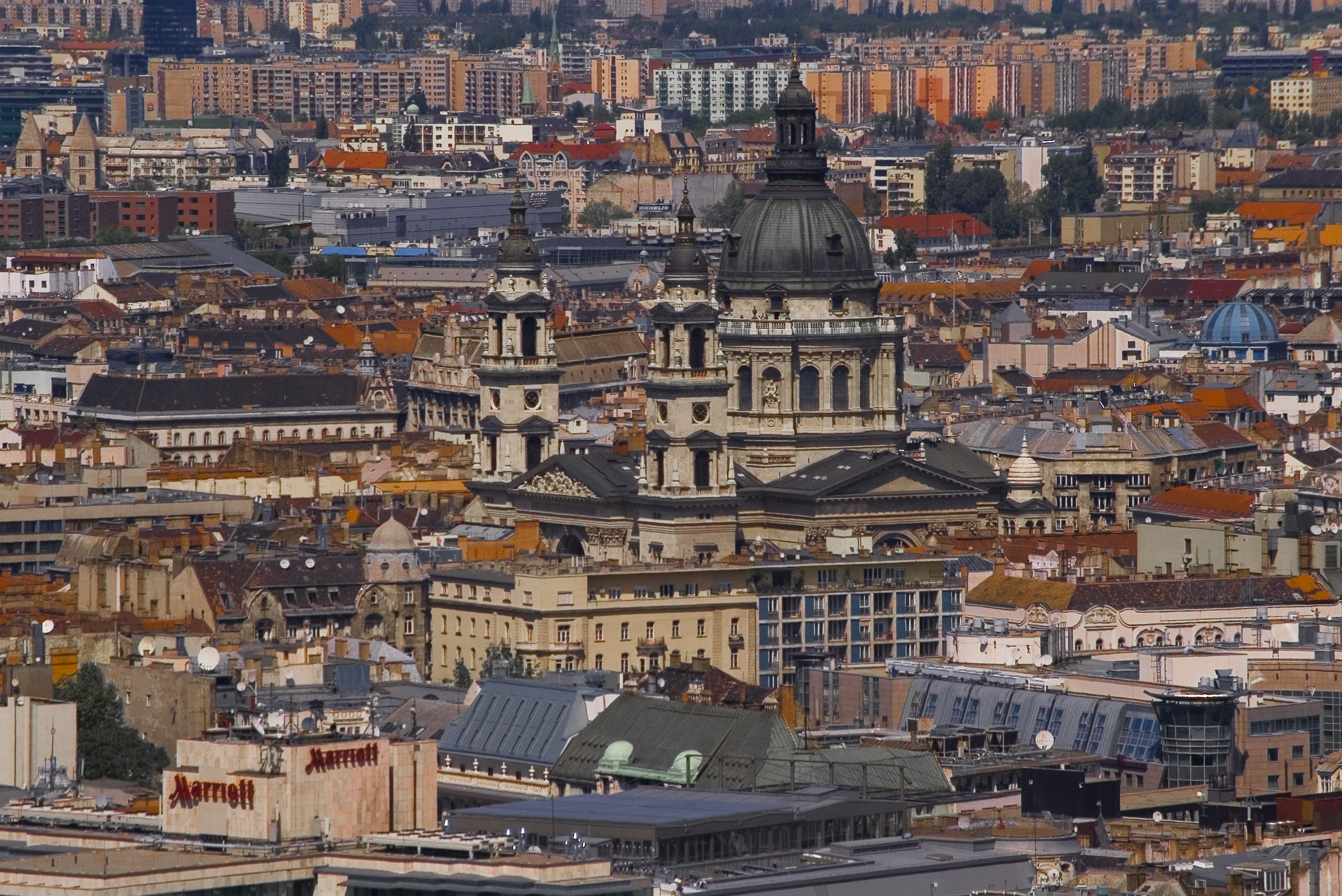